# Château de Rosières-près-Troyes
Pour les articles homonymes, voir Château de Rosières.
Le château de Rosières-près-Troyes est un château situé à Rosières-près-Troyes, en France.

## Localisation
Le château est situé sur la commune de Rosières-près-Troyes, dans le département français de l'Aube.

## Historique
L'édifice est inscrit au titre des monuments historiques en 1926.